# Слива домашняя
Сли́ва дома́шняя (лат. Prúnus doméstica) — широко распространенное плодовое растение, вид рода Слива семейства Розовые.

## Ботаническое описание

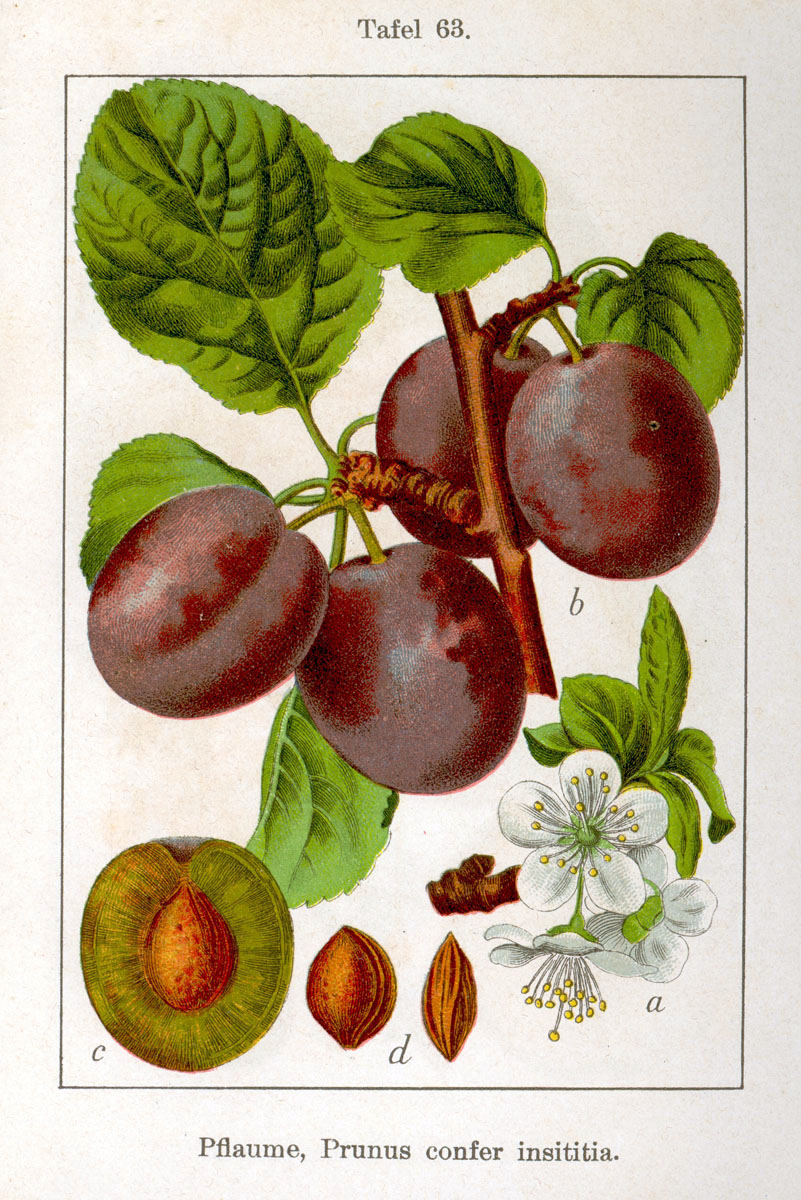

Дерево высотой 6-12(15) м с широко- или узкояйцевидной кроной, неколючими или слегка колючими ветвями. Молодые побеги голые или густо-волосисто или войлочно-опушенные.
Корневая система — стержневая, основная масса корней расположена на глубине 20—40 см.
Листья очерёдные, простые, короткочерешковые, эллиптические или обратнояйцевидные, с городчатым или пильчатым краем, снизу опушённые; длина 4—10 см, ширина 2—6 см.
Цветковые почки простые, дают 1—3 цветка. Цветки белые или с зеленоватым оттенком, диаметром 1,5—2,5 см. Чашелистики с внутренней стороны опушенные. Цветоносы голые или реже волосистые. Самоплодность сливы зависит от сорта, но урожайность всегда повышается при наличии в посадках разных сортов.
Плоды — однокостянки, чрезвычайно разнообразные по форме (от удлиненных, овальных, яйцевидных до приплюснуто-округлых, обычно с хорошо выраженной боковой бороздкой) и по окраске (фиолетовая, жёлтая, бледно-зелёная, зеленая, красная, чёрно-синяя, с сизым восковым налётом). Косточка овальная, широкая, сплюснутая, заострённая с обоих концов, отделяющаяся или неотделяющаяся, бургистая или слегка ямчатая, всегда голая.
Хромосомное число 2n=48.

## Распространение и экология
Вид известен только в культуре. Многочисленные указания на нахождение этого растения в диком виде не подтверждаются, во всех случаях речь идет об одичавших экземплярах.
Растения широко культивируются на территории бывшего СССР, юго-западной Евразии, северной и южной Африки, частично в восточной Азии, северо-западной Индии, Северной Америке.
Слива домашняя. Части растения.

## Происхождение
Наиболее вероятным предположением о происхождении вида, основанном на результатах цитологического анализа, является теория о гибридогенном происхождении от скрещивания культурной алычи (Prunus cerasifera) (2n=16) и тёрна (Prunus spinosa) (2n=32). Число хромосом у сливы домашней оказалось суммарным к родительскому 2n=48. Плоды гибрида также сочетают как морфологические (окраска плода), так и химические признаки родительских видов, напр. в них присутствует лимонная кислота (есть у алычи, но нет у тёрна) и танины (имеются у тёрна, отсутствуют у алычи). Отмечаются также комбинация холодостойкости тёрна и высокие вкусовые качества алычи.
Окаменелые косточки сливы домашней (вместе с тёрном и алычой) были обнаружены в ходе археологических раскопок человеческих поселений времен неолита (4000-6000 лет до н. э.) на территории Германии и Украины. Первое письменное упоминание вида встречается в произведении «Поллукс» древнегреческого поэта Архилоха, написанном в 7 веке до н. э.
В самом начале прошлого тысячелетия древнеримский автор Естественной истории Плиний Старший дал описание «Дамасской сливы» с ее многочисленными разновидностями, отличающимися формой и цветом плодов, их использования, а также описал технику прививки на корневую поросль предположительно алычи или тёрна, которая используется по настоящее время. Указание на то, что различные культурные формы сливы домашней были завезены из Сирии или Персии, доказывает культивирование и селекцию этого вида в Кавказском регионе задолго до появления в Европе. Способность сортов сливы давать многочисленную корневую поросль способствовала их быстрому распространению на большие расстояния даже до появления техники прививки.
Большинством авторов предполагается, что слива домашняя появилась на Среднем Востоке, в регионах южного Кавказа, охватывающих современную Грузию, Армению, Азербайджан и северную часть Ирана. Вавилов указывал центром происхождения регион к югу от Кавказских гор и до Каспийского моря, перекрывающий природный ареал алычи и тёрна.
В России слива домашняя известна с середины XVII века, когда из Западной Европы в подмосковный царский сад в селе Измайлово были завезены «садовые заморские деревья и овощи», в том числе несколько саженцев крупноплодной сливы. Отсюда слива постепенно распространилась по благоприятным для её выращивания районам России. Культура оказалась недостаточно зимостойкой, малоурожайной и отличалась низким качеством плодов. В конце XIX века селекционную работу со сливой начал И. В. Мичурин. В XX веке её продолжили другие селекционеры, среди которых доктор биологических наук, профессор Х. К. Еникеев и агроном-помолог С. Н. Сатарова.

## Химический состав
Жмых в абсолютно сухом веществе состоит из 4,4 % золы, 31,6 % протеина, 15,7 % жира, 18,7 % клетчатки. 29,6 % БЭВ.
Плоды сливы домашней содержат витамины A (в плодах тёмного цвета), B1, B2, C и P и необходимые элементы: калий, фосфор (содержание которых больше, чем в яблоках и грушах), кальций, магний, железо. Содержание сахара (в зависимости от сорта и условий выращивания) составляет от 9 до 17 % (фруктоза, глюкоза и сахароза). В плодах сливы содержатся также органические кислоты (яблочная и лимонная, а также щавелевая и следы салициловой), пектиновые, дубильные, азотистые вещества.

## Хозяйственное значение и применение
Листья и ветви кормового значения не имеют. Крупным рогатым скотом и лошадьми не поедаются, в отличие от свиней, коз и овец. Овцы и свиньи могут отравиться от поедания плодов с семенами так как в них содержится глюкозид амигдалин распадающийся в желудке на синильную кислоту. Жмыхи от выжимки масла идут на корм лошадям, овцам, крупному рогатому скоту. Протеин, содержащийся в жмыхе, овцами переваривается на 83 %, жир на 8,9 %, БЭВ на 73,2 %, клетчатка на 14,1 %. В 100 кг корма при 13,1 % влажности содержится 11,7 % перевариваемого белка или 54,15 кормовых единиц.
Поздневесенний медонос, за время цветения даёт медоносным пчёлам до 10 кг мёда с гектара насаждений.
Из семян сливы домашней получают невысыхающее масло для медицинской промышленности. Мякоть плодов входила в состав слабительного лекарственного средства «Кафиол» (в настоящее время не производится).

### В садоводстве

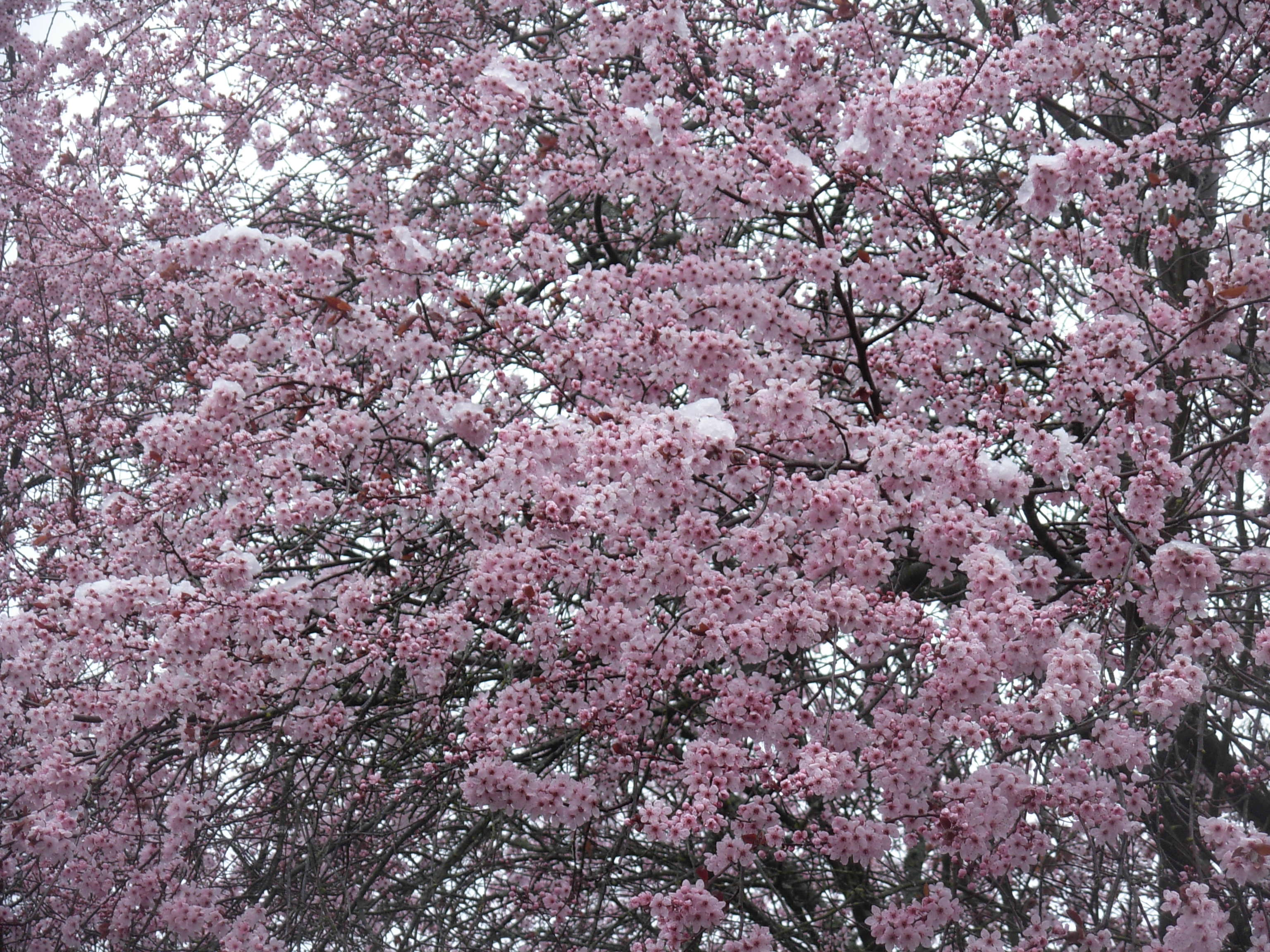
Цветение сливы

Сливовые деревья ценятся как декоративные благодаря обильному красивому цветению и широко используются в озеленении.
Основное хозяйственное значение слива домашняя имеет как плодовая культура со вкусными свежими и сушеными плодами, которые называются соответственно слива и чернослив, а также продуктами их кулинарной переработки, которых насчитывается более 50 — вареньем, джемом, мармеладом, пастилой, сливовыми винами и бренди. В настоящее время известно более 6000 сортов различных видов сливы, но активная селекция продолжается. В каталог Всероссийского научно-исследовательского института селекции плодовых культур по состоянию на 2024 год внесено 85 сортов сливы домашней. По мнению известного помолога Л. П. Симиренко, идеальный сорт сливы должен по возможности соединять в себе следующие качества — плоды должны прочно держаться на дереве и в дождливую погоду от избытка влаги не растрескиваться, мякоть плодов должна быть душистой, довольно плотной, сладкой, нежной, сочной и не расплывчатой, косточка должна быть «свободной», легко отделяться от мякоти, дерево должно быть устойчивым к болезням, отличаться силой роста и регулярностью плодоношения.
Мировое производство плодов сливы в 2021 году составило более 12 млн тонн, из которых 75 % составляет урожай сливы китайской, 5 % прочих видов и 20 % сливы домашней (2,4 млн тонн). Самыми крупными производителями сливы являются Китай, Румыния, Чили, Сербия и Иран. В 2019 году Россия являлась крупнейшим импортером слив и терна с объемом закупок 80 тыс. тонн.
В условиях России сорта сливы домашней в промышленном масштабе выращиваются в южных областях с северной границей по городам Псков-Смоленск-Калуга-Тула-Саранск. В боле холодных регионах она остается преимущественно приусадебной и опытно фермерской культурой.
Классификация сортов

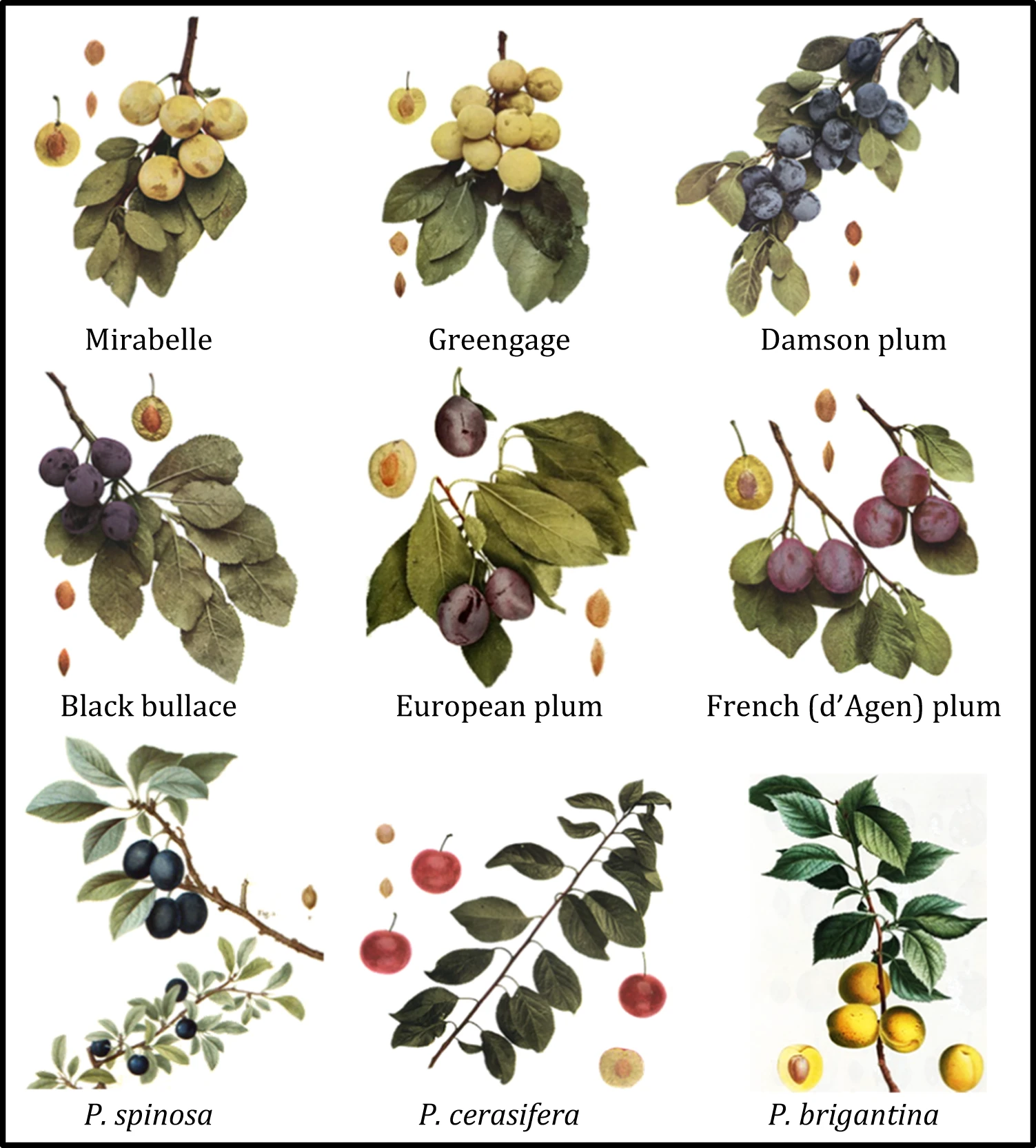
Разнообразие плодов сливы.
Ряд 1: Мирабель, Ренклод, Тернослива.
Ряд 2: черная bullace, «европейская» слива, «французская» слива.
Ряд 3 — тёрн, алыча, prunus brigantina.

Единой общепринятой классификации сортов сливы домашней не существует. В литературе встречается система, разработанная в 1838 году Г. Лигелем, где выделялись две основные группы — I. Настоящие венгерки с плодами яйцевидно-удлиненной формы, голой неопушенной корой, II. Дамасские сливы с шаровидными плодами и более или менее густо опушенными побегами, а также промежуточные формы Венгеркоподобные дамасские сливы (плоды шаровидные, побеги голые) и Дамаскоподобные венгерки (плоды вытянутые, побеги опушенные).
Довольно популярна классификация по помологическим группам, в которой выделяются
- мелкоплодные сливы Мирабель (англ. Mirabelle) золотистой или красноватой окраски, круглой или слегка овальной формы
- Тернослива (англ. Damson) с вытянутыми фиолетово-черными плодами, сизыми из-за воскового налета
- Bullace с круглыми плодами различной окраски и поздним сроком созревания (на 1,5 месяца позже тернослив)
- Ренклод (англ. GreenGage) с шаровидной или слегка вытянутой формой и исходно зеленой окраской плодов (выведены также красновато-желтые и синеватые сорта), отличаются очень сладкой и сочной мякотью
- Prune plum, также «французская слива» (D’Agen prune plum) — «классическая» или «дамасская» слива с вытянутыми плодами пурпурной или сине-черной окраски со слабо выраженной боковой бороздкой; основная группа для добавления к различным блюдам (выпечка, мясные блюда) и получения чернослива, благодаря хорошей сохранности формы плодов при термической обработке, а также переработки в кондитерские изделия и спиртные напитки
- крупноплодные десертные сорта (англ. European plum) — преимущественно старые английские и восточноевропейские сорта.

| |  |  |  |
| Слева направо: Страница иллюстрированного каталога английского питомника с характерными для начала XX века сортами сливы домашней; 'Grosse Grüne Reneklode'; 'Emma Leppermann'; 'Reine Victoria' |  |  |  |

Ряд авторов публикаций о сливах рекомендуют для выращивания в Московской и прилегающих областях небольшой набор сортов.
В. Н. Морозов (Калужская область) рекомендует:
- 'Тульская Чёрная'
- 'Скороспелка Красная'

И. С. Исаева для Московской и соседних с ней областей рекомендует:
- 'Венгерка Московская'
- 'Тульская Чёрная'
- 'Жигули'
- 'Евразия'
- 'Ренклод Тамбовский'
- 'Яичная Синяя'
- 'Фиолетовая'
- 'Смолинка'
- 'Еникеевская'
- 'Скороплодная'
- 'Синий Дар'
- 'Утро'
- 'Занятная'
- 'Заречная Ранняя'
- 'Ренклод Мичуринский'
- 'Этюд'
- 'Ракитовая'
- 'Скороспелка Красная'
- 'Сверхранняя'
- 'Ренклод Теньковский'
- 'Теньковская Синяя' (syn.:'Татарский НИИСХ')
- 'Пирамидальная'
- 'Катунская'
- 'Малютка'
- 'Дивная'

В. И. Сусов (Московская сельскохозяйственная академия имени К. А. Тимирязева) рекомендует следующие сорта:
- 'Конфетная' (раннего срока созревания)
- 'Кооперативная' (раннего срока созревания)
- 'Машенька' (среднего срока созревания)
- 'Ренклод Харитоновой' (среднего срока созревания)
- 'Апухтинская' (позднего срока созревания)
- 'Русинка' (позднего срока созревания)
- Наиболее зимостойкие: 'Машенька', 'Дашенька'
- Наиболее крупноплодные: 'Алёнушка', 'Машенька', 'Дашенька'
- Наиболее урожайные: 'Богатырская', 'Скороспелка Новая'
- Наиболее вкусные: 'Конфетная', 'Кооперативная', 'Алёнушка', 'Машенька', 'Богатырская', 'Ренклод Харитоновой'

Морозова Н. Г. и Симонов В. С. (ГНУ ВСТИСП Россельхозакадемии) считают, что наряду с зимостойкостью одним из главных условий регулярного и хорошего плодоношения сливы домашней в Подмосковье является наличие у неё самоплодности. К высокопродуктивным из самоплодных сортов относятся сорта: 'Память Тимирязева', 'Синий Дар', 'Сизый Голубок', 'Утро' и 'Яичная Синяя'.
Изучение степени плодоношения сливы проводились с 1999—2009 гг. в Ленинском районе Московской области, на лабораторном участке ГНУ ВСТИСП Россельхозакадемии. Оценивалось 245 сортов и форм подсемейства сливовых, в том числе 160 сортов
и форм сливы домашней, 31 сортообразцов китайской и канадской сливы, 56 — русской сливы (гибридной алычи). Сорта с регулярным, достаточно высоким уровнем плодоношения: сливы 'Занятная', 'Сверхранняя', 'Тульская Чёрная', 'Яхонтовая'; алыча 'Кубанская Комета'.
В средней полосе России число неурожаев у русской сливы обычно значительно больше, чем у самоплодных сортов сливы домашней.
Устойчивы к монилиальному ожогу следующие сорта: 'Ренклод Харитоновой', 'Заречная Ранняя', 'Этюд', 'Ренклод Мичуринский'.

## Классификация

### Таксономическое положение
- Prunus domestica L., 1753, Sp. Pl. : 475

Вид Слива домашняя относится к роду Слива (Prunus) семейства Розовые (Rosaceae) порядка Розоцветные (Rosales), последовательно входящего в более крупные клады Фабиды → Розиды → Суперрозиды → Эвдикоты → Цветковые растения. Таксономическая схема в соответствии с Системой APG IV по состоянию на июнь 2024 года:
|  |                          |  |                                   |                                   |                   |  | еще 8 семейств | еще 8 семейств |                    |  |                        |  | еще 392 подтвержденных вида и 596 видов, ожидающих подтверждения | еще 392 подтвержденных вида и 596 видов, ожидающих подтверждения |  |
|  |                          |  |                                   |                                   |                   |  | еще 8 семейств | еще 8 семейств |                    |  |                        |  | еще 392 подтвержденных вида и 596 видов, ожидающих подтверждения | еще 392 подтвержденных вида и 596 видов, ожидающих подтверждения |  |
|  |                          |  |                                   | порядок Розоцветные               |                   |  |                |                | род Слива          |  |                        |  |                                                                  |                                                                  |  |
|  |                          |  |                                   | порядок Розоцветные               |                   |  |                |                | род Слива          |  | 1 внутривидовой таксон |  |                                                                  |                                                                  |  |
|  | клада Цветковые растения |  |                                   |                                   | семейство Розовые |  |                |                | вид Слива домашняя |  |                        |  |                                                                  |                                                                  |  |
|  | клада Цветковые растения |  |                                   |                                   |                   |  |                |                |                    |  |                        |  |                                                                  |                                                                  |  |
|  |                          |  | ещё 63 порядка цветковых растений | ещё 63 порядка цветковых растений |                   |  |                | еще 116 родов  | еще 116 родов      |  |                        |  |                                                                  |                                                                  |  |
|  |                          |  |                                   | ещё 63 порядка цветковых растений |                   |  |                |                | еще 116 родов      |  |                        |  |                                                                  |                                                                  |  |

### Внутривидовые таксоны
По современной классификации в составе вида выделяется единственный самостоятельный подвид
- Prunus domestica subsp. insititia — тернослива

Ранее (по данным European Garden Flora; vol. IV; 1995.) выделялись также
- Prunus domestica subsp. intermedia
- Prunus domestica subsp. italica (в том числе subsp. rotunda) — ренклод
- Prunus domestica subsp. oeconomica
- Prunus domestica subsp. pomariorum
- Prunus domestica subsp. prisca
- Prunus domestica subsp. syriaca — мирабель